# Пентилюк Марія Іванівна
Марíя Івáнівна Пентилю́к (Фочýк) (* 6 квітня 1936, село Чорногузи Вижницького району Чернівецької області) — український мовознавець, лінгводидакт, доктор педагогічних наук, професор Херсонського державного університету, заслужений діяч науки і техніки України (2005), відмінник освіти України, Почесний громадянин міста Херсона (2017).

## Біографія
Батьки: Іван Петрович Фочук — працівник лісопильного заводу, Параска Олексіївна Фочук — санітарка. Відмінно закінчила Вижницьку середню школу №1 імені Юрія Федьковича в 1953 році.
Вступила до Чернівецький національний університет імені Юрія Федьковича|Чернівецького університету на філологічний факультет.
1958 — разом з чоловіком-лікарем переїхала до села Розтоки (Косівський район), працювала вчителькою. Через рік перевелася у Вижницьку школу-інтернат, де займала посаду вчителя української мови та літератури, вихователя, заступника директора з виховної роботи.
У 1963 році разом із сім'єю переїхала до Херсона. Працювала у Херсонській середній школі №20 ім. Б. Лавреньова з російською мовою навчання. Саме тут вона почала формуватися як методист і учений-дослідник. Згадуючи ті часи, Марія Іванівна розповідає: "Давні традиції цього освітнього закладу, стабільний колектив майстрів педагогічної справи, творча атмосфера — все це забезпечило моє утвердження як учителя-практика і як майбутнього вченого".
1965 p;— викладач Херсонського державного педагогічного університету (тепер Херсонський державний університет). Успішно захистила кандидатську (1972 р.) та докторську (1996 р.) дисертації.
У 1990 р. стала першою жінкою-професором у Херсонському державному університеті. Обіймала посаду завідувача кафедри української мови, потім;— українського мовознавства, зараз — професор кафедри мовознавства факультету філології та журналістики.
У 2002 році очолила першу за всю історію Херсонського державного університету спеціалізовану вчену раду із захисту дисертацій на здобуття наукового ступеня кандидата наук. Марія Іванівна є членом спеціалізованої вченої ради у Південноукраїнському національному педагогічному університеті імені К.Д. Ушинського.
Майже 40 років співпрацює з Херсонською академією неперервної освіти, часто виступає з лекціями, тренінгами з культури мовлення у різних містах України.
Понад 15 років вела телепередачу «Шануймо рідне слово».

## Наукові інтереси
Аспекти діяльності:
1. питання культури мовлення і стилістики української мови,
2. актуальні питання шкільної й вишівської лінгводидактики
3. загальномовознавчі проблеми

М. І. Пентилюк глибоко розкриває питання вивчення лексики, фонетики, словотвору, фразеології, синтаксису, розвитку зв'язного мовлення і комунікативних умінь учнів; формування мовної, риторичної особистості; вихованню культури; здійснення стратегічних орієнтирів підготовки вчителя-словесника.
Приділяє увагу методам і видам роботи на уроках української мови, аналізу текстів, редагуванню, перекладання, роботі над помилками, роботі зі словниками, лінгвістичному експерименту.
Є автором концепції нових підручників. За характером викладу навчального матеріалу підручники української мови за редакції Марії Пентилюк є проблемно-дослідницькими.
Щодо вишівської педагогіки, то професора цікавлять методичні вектори вишівської лекції, професійне мовлення майбутніх фахівців, культура мовлення студентів нефілологічних факультетів, екстернатна форма навчання, організація педпрактики та самостійної роботи заочників.
Загальнопедагогічні питання, що висвітлюються у працях:
- міжпредметні зв'язки;
- перспективність у навчанні, стандартизація мовної освіти;
- використання етнопедагогічних засобів навчання;
- педагогіка репетиторства;
- поглиблене вивчення предметів (у тому числі й мови);
- поточний та модульний контроль;
- полікультурність сучасного освітнього простору;
- основні та факультативні курси навчальних предметів, курси за вибором.

Систематично досліджує Марія Пентилюк такі мовознавчі питання: евфонічність української мови, особливості морфологічних форм, семантичні різновиди синонімів, паронімів, параметри загального мовознавства, лінгвістичну концепцію Ф. де Соссюра, наукову спадщину О. Пєшковського, комунікативну лінгвістику тощо.

### Наукова школа М.І.Пентилюк
З 1969 року розпочалася серйозна робота з розробки методологічних засад викладання української мови під керівництвом Марії Пентилюк як старшого викладача (питання викладання стилістики української мови, особливості викладання української мови в 5–7 класах, формування мовленнєвої компетентності у двомовному середовищі, розроблення мовної освіти у вищому закладі). Навколо дослідниці об'єдналися провідні учені-лінгводидакти, молоді дослідники — здобувачі кандидатського і докторського рівнів.
1993 року було відкрито аспірантуру в ХДУ з методики викладання української мови. Першим аспірантом став Лопушинський Іван Петрович — кандидат педагогічних наук, доктор наук з державного управління, професор, а першою дослідницею, яка захистила докторську дисертацію, стала Горошкіна Олена Миколаївна — доктор педагогічних наук, професор Київського університету імені Бориса Грінченка.
Проблеми сучасної лінгводидактики під керівництвом Марії Пентилюк аналізували такі науковці:
- білінгвізм: Попова Олена Анатоліївна — «Розвиток граматично правильного українського мовлення майбутніх учителів гуманітарних спеціальностей у двомовному середовищі»; Окуневич Тетяна Григорівна — «Культура мовлення майбутнього вчителя-словесника в умовах українсько-російської двомовності»;
- формування культури мовлення фахівців різних галузей: Тоцька Наталія Леонідівна — "Формування професійно зумовленого мовлення студентів технічного ВНЗ (із технологічних спеціальностей легкої промисловості)
- мовна підготовка вчителя: Нікітіна Алла Василівна — «Наукові засади опанування технологій педагогічного дискурсу майбутніми вчителями-словесниками»; Стасів Лілія Володимирівна — «Лінгводидактична підготовка майбутнього вчителя-словесника до роботи над формуванням ділового мовлення учнів основної школи»[3]

За її ініціативою створено наукову лабораторію, творчий колектив якої працює над науково-дослідною проблемою «Технологія навчання державної мови в освітніх закладах південно-східного регіону України» (2001), яка затверджена МОН України.

## Публікації

Підручник для 6 класу загальноосвітніх навчальних закладів, за загальною редакцією М. І. Пентилюк

Автор понад 400 праць, з-поміж яких монографії, підручники й посібники для середньої та вищої школи, програми, методичні концепції, рекомендації, словник-довідник з української лінгводидактики, численні статті мовознавчого та літературознавчого характеру в провідних фахових часописах.
- Актуальні проблеми української лінгводидактики в дослідженнях учених-методистів / Марія Пентилюк // Дивослово : Укр. мова і л-ра в навч. закладах. — 2016. — N 9. — С. 2-5.
- Стилістична робота на уроках мови / М. І. Пентилюк // Початкова школа. — 1970. — № 10. — С.20–23.
- Стилістичний експеримент / М. І. Пентилюк // Українська мова і література в школі. — 1971. — № 12. — С. 60–63.
- Тематичний план з мови (8 клас) / М. І. Пентилюк // Українська мова і література в школі. –1977. — № 8. — С. 66–82.
- Лексичні недоліки і шляхи подолання їх / М. І. Пентилюк, Д. Р. Бондар // Українська мова і література в школі. — 1980. — № 11. — С. 42–48.
- Програми педагогічних інститутів. Українська мова для студентів спеціальності 2101 «Російська мова і література» / М. І. Пентилюк. — К. : РНМКПНЗ, 1989. — 26 с.
- Шляхи формування національної самосвідомості студентів-філологів вузів південносхідного регіону / М. І. Пентилюк // Формування національної свідомості студентів вузів і учнів загальноосвітніх шкіл. — К., 1994. — С. 23.
- Лексикологія. Фразеологія. Лексикографія: навчальні матеріали для студентів заочного відділення / М. І. Пентилюк, О. В. Іващенко, І. В. Лопушинський. — Херсон, 1995. — 64 с.
- Культура усного ділового мовлення: метод. поради / М. І. Пентилюк, І. В. Гайдаєнко, О. В. Іващенко. — Херсон, 1998. — 24 с.
- Унормування терміносистеми з української лінгводидактики. Основні методичні поняття у сучасному педагогічному дискурсі / М. І. Пентилюк // Українська мова і література в школах України. — 2016. — N 4. — С. 29-31.
- Функції дієслівних метафор у поезіях Миколи Вінграновського / М. І. Пентилюк, О. М. Коваленко // Південний архів. Філологічні науки: зб.наук.праць. Вип. 5–6. — Херсон, 1999. — С.55–59.
- Концептуальні засади комунікативної методики навчання української мови / М. І. Пентилюк // Українська мова і література в школі. — 2006. — № 1. — С.15–20.
- Мовна особистість студента в контексті професійного становлення / Марія Пентилюк // Українська мова і література в школах України. — 2016. — N 4. — С. 3-8.
- Мовна особистість майбутнього вчителя-словесника в контексті професійної підготовки / М. І. Пентилюк // Збірник наукових праць Уманського державного педагогічного університету імені Павла Тичини / гол.ред. М. Т. Мартинюк. — Умань: ФОП Жовтий О. О., 2014. — С. 290—297.

### Редакторська діяльність
- Методика навчання рідної мови у загальноосвітніх закладах — К. : Ленвіт, 2000. — 264 с.
- Практикум з методики навчання української мови в загальноосвітніх закладах: посібник для студентів. — К. : Ленвіт, 2003. — 302 с.
- Словник-довідник з української лінгводидактики: навч. посіб. — К. : Ленвіт, 2015. — 320 с.
- Методика навчання української мови в таблицях і схемах. — К. : Ленвіт, 2006. — 134 с
- Серії підручників «Українська мова» для 5–11 та 5–9 класів загальноосвітніх навчальних закладів з українською і російською мовами навчання;
- Українська мова: підручник для 8 класу шкіл з російською мовою навчання / О. М. Біляєв, М. І. Пентилюк, Л. М. Симоненкова. — К. : Освіта, 2003. — 128 с.;
- Рідна мова: підручник для 6 класу загальноосвітніх навчальних закладів / М. І. Пентилюк, І. В. Гайдаєнко, А. І. Ляшкевич, С. А. Омельчук. — К. : Освіта, 2006. — 272 с.

### Член редколегії журналів і збірників наукових праць
- Українська мова і література в школі (Київ)
- Українська мова і література в школах України (Київ)
- «Дивослово» (Київ)
- «Рідні джерела» (Київ)
- «Таврійський вісник освіти» (Херсон)
- «Педагогічні науки» (Херсон)
- «Педагогічний альманах» (Херсон)

## Нагороди та премії

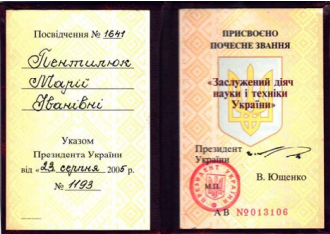
Нагорода «Заслужений діяч науки і техніки України», 2005

- Грамота Президії Верховної Ради УРСР
- Премія АПН України
- Знак «Відмінник народної освіти УРСР» (1986 р.)
- Знак «Відмінник освіти України» (1996 р.)
- Медаль імені Д. М. Ярмаченка.

У 2005 році Марії Іванівні присвоєно звання Заслужений діяч науки і техніки України.
Рішенням Херсонської міської ради від 30.08.2017 № 855 Пентилюк Марії Іванівні присвоєно звання «Почесний громадянин міста Херсона» за багаторічну громадську діяльність в місті Херсоні та області, пропаганду ідеї відродження української мови й української державності, виховання молодих людей справжніми патріотами України.